# Ahn Sung-ki
Dans ce nom coréen, le nom de famille, Ahn, précède le nom personnel.
Ahn Sung-ki (ou Ahn Songgi), né le 1er janvier 1952 à Séoul, est un acteur sud-coréen.
Il commence sa carrière à l’âge de cinq ans et rencontre aussitôt le succès en tournant dans le film La Servante réalisé par le réalisateur connu Kim Ki-young. Il est l'un des premiers acteurs sud-coréens avec Lee Byung-hun à avoir déposé leurs empreintes au Grauman's Chinese Theatre de Los Angeles.

## Biographie

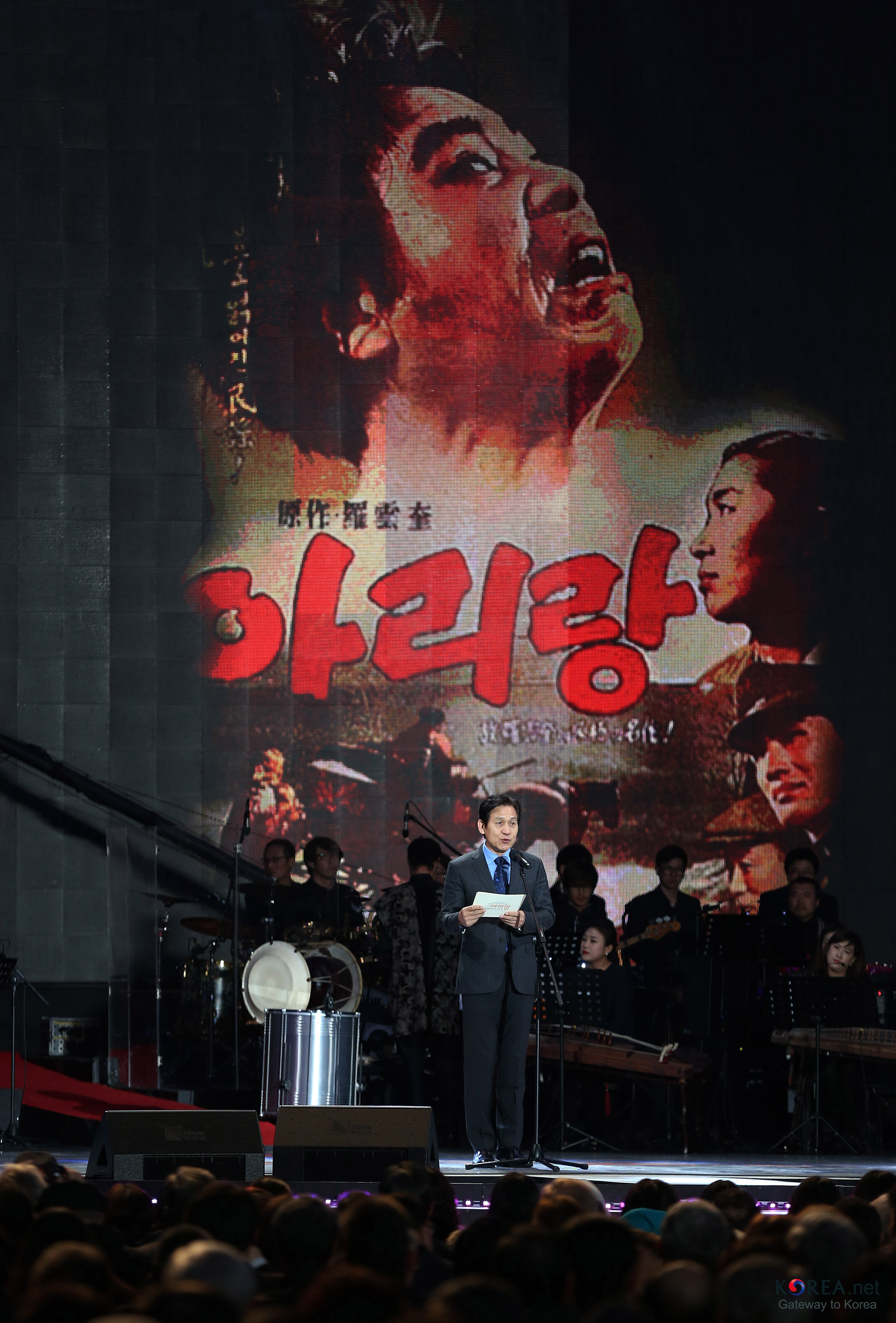
Ahn Sung-ki pendant le concert de Nokjiwon Garden près de la Maison Bleue en octobre 2013 où il présente le film Arirang (1926) réalisé par Na Un-gyu.

Ahn Sung-ki a un frère aîné, Ahn Ki-min qui est acteur, producteur de cinéma et entrepreneur. Son père était acteur et avait joué dans deux films avant de décider de quitter la profession. Il a travaillé dans la production cinématographique et se chargeait de la planification d'un des films dans lequel on a besoin d'un enfant acteur. Il était l'ami du réalisateur connu, Kim Ki-young et il a décidé de demander à Ahn Sung-ki de jouer le rôle de Kim Chang-soon dans le film La Servante. Cependant, alors qu'il y avait de nombreux rôles pour les jeunes enfants et les adultes, il y avait beaucoup moins de rôles pour les adolescents alors il décide à ce moment de se concentrer sur ses études à Dongsung High School. Ensuite, il a étudié le vietnamien à l'université Hankuk des études étrangères. Il a eu le désir de participer à la guerre du Vietnam. Un système permettait aux étudiants de participer au service militaire et devenir officier de réserve en suivant des cours de formation à l'époque. Ils ont commencé à retirer des soldats coréens du Vietnam et en 1975, annonce la fin de la guerre du Vietnam. Ne pouvant utiliser son diplôme, il se met à la recherche d'un nouvel emploi pendant environ deux ans. Cela l'a amené vers les films, pensant qu'il avait une certaine capacité et a continué sa carrière d'acteur.
En raison de son multilinguisme, le Fonds des Nations unies pour l'enfance (UNICEF) le nomme ambassadeur de bonne volonté en 1991.
Il tient le rôle de Chang Sung-min dans le film Sur la trace du serpent écrit et réalisé par Lee Myung-se où il joue avec Jang Dong-gun en 1999.
En 2006, il est l'un des organisateurs du comité de la lutte contre la réduction des quotas de diffusion des films nationaux. Il est le premier acteur à planifier une manifestation à Gwanghwamun le 4 février. Il a manifesté pour montrer son inquiétude face à l'industrie cinématographique coréenne qui ne peut pas rivaliser contre les 200 blockbusters hollywoodiens réalisés chaque année. Sa manifestation a emboîté le pas de Park Joong-hoon, Jang Dong-gun, Choi Min-sik et Park Chan-wook.
Il collabore pour la deuxième fois avec le réalisateur sud-coréen Kim Ji-hoon pour le film Secteur 7 en 2011 où il joue en compagnie de l'actrice Ha Ji-won et de l'acteur Oh Ji-ho.
En octobre 2012, il anime la 17e édition du festival international du film de Busan avec l'actrice chinoise Tang Wei. Ensuite, il a incarné le rôle du chef des pompiers dans le film sud-coréen The Tower de Kim Ji-hoon aux côtés de Sol Kyung-gu et Kim Sang-kyung. Le film a été inspiré du film américain La tour infernale réalisé par John Guillermin. Le 23 juin 2012, Ahn Sung-ki et Lee Byung-hun deviennent les premiers acteurs sud-coréens à avoir déposé leurs empreintes au Grauman's Chinese Theatre de Los Angeles. Il  a été reconnu quand il a été recommandé par les fonctionnaires de Korea Film Producers' Association (KFPA) après son succès dans le film Unbowed.
En 2015, il est élu ambassadeur des jeux mondiaux militaires organisé à Mungyeong du 2 au 11 octobre 2015. Il a été choisi pour ses liens profonds avec son service militaire (1971 à 1974).

## Filmographie
Ahn Songgi (Ahn Sung-ki) a traversé plus de soixante ans de cinéma coréens, a une carrière riche de plus d'une centaine de films et a joué des rôles allant du Roi au prolétaire. Il est aujourd'hui l'incarnation de l'histoire du cinéma coréen.
| Année | Film                                           | Titre original                                                               | Réalisateur     | Rôle                                | Détails |
| ----- | ---------------------------------------------- | ---------------------------------------------------------------------------- | --------------- | ----------------------------------- | --- |
| 1957  | Twilight Train                                 | 황혼열차                                                                     | Kim Ki-young    |                                     | |
| 1959  | Defiance of a Teenager                         | 10대의 반항                                                                  | Kim Ki-young    |                                     | |
| 1960  | La Servante                                    | 하녀 The Housemaid Hanyeo                                                    | Kim Ki-young    | Kim Chang-soon, fils du compositeur | Deuxième film de la trilogie Housemaid du réalisateur Kim Ki-young |
| 1960  | Mother Earth                                   | 대지의 어머니                                                                | Yang Ju-nam     |                                     | |
| 1960  | A tragedy on earth                             | 지상의 비극                                                                  | Park Jong-ho    |                                     | |
| 1961  | Don't Worry, Mother!                           | 어머님 안심하소서                                                            | Kim Hwa-rang    |                                     | |
| 1961  | A Dream of Fortune                             | 돼지꿈                                                                       | Han Hyeong-mo   |                                     | |
| 1962  | Bravo, Young Ones!                             | 부라보 청춘                                                                  | Kim Soo-yong    |                                     | |
| 1962  | Mojacho                                        | 모자초                                                                       | Bak Seong-bok   |                                     | |
| 1965  | Story of Yalke                                 | 얄개전                                                                       | Jeong Seung-mun |                                     | |
| 1965  | 44 Myeongdong                                  | 명동 44번지                                                                  | Go Yeong-nam    |                                     | |
| 1967  | A White Crow                                   | 하얀 까마귀                                                                  | Jung Jin-woo    |                                     | Dernier film en tant qu'enfant acteur |
| 1977  | Soldiers and Girls                             | 병사와 아가씨들                                                              | Kim Gi          |                                     | |
| 1978  | The Third Mission                              | 제3공작                                                                      | Seol Tae-ho     |                                     | |
| 1979  | Nighttime market                               | 야시                                                                         | Park Nam-su     |                                     | |
| 1979  | The Night Fair                                 | 우요일                                                                       | Park Nam-su     |                                     | |
| 1980  | A Fine, Windy Day                              | 바람 불어 좋은 날                                                            | Lee Jang-ho     | Deok-bae                            | |
| 1981  | Children of Darkness                           | 어둠의 자식들                                                                | Lee Jang-ho     |                                     | |
| 1981  | Mandala                                        | 만다라                                                                       | Im Kwon-taek    | Bo-boong                            | |
| 1981  | The Ball Shot by a Midget                      | 난장이가 쏘아 올린 작은 공                                                   | Lee Won-se      |                                     | |
| 1981  | Come Unto Down                                 | 낮은 데로 임하소서                                                           | Lee Jang-ho     | Professeur Song                     | Adaptation cinématographique du roman éponyme de Yi Chong-jun |
| 1982  | People in the Slum                             | 꼬방동네 사람들                                                              | Bae Chang-ho    | Chu-suk                             | Adaptation cinématographique du roman éponyme de Lee Dong-cheol |
| 1982  | Another's Nest                                 | 타인의 둥지                                                                  | Kim Ki-hwan     |                                     | |
| 1982  | The Polluted Ones                              | 오염된 자식들                                                                | Im Kwon-taek    |                                     | |
| 1982  | The Fallen Children                            | 어둠의 자식들                                                                | Lee Jang-ho     |                                     | |
| 1982  | The Misty Village                              | 안개마을 Village of Haze                                                     | Im Kwon-taek    | Kae-chul                            | |
| 1983  | Lying Like Grasses                             | 풀잎처럼 눕다                                                                | Lee Kyung-chun  | Walter                              | |
| 1983  | Flower on the Equator                          | 적도의 꽃                                                                    | Bae Chang-ho    | Mr. M                               | Adaptation cinématographique du roman éponyme de Choi In-ho |
| 1984  | The Winter Of the Year Was Warm                | 그해 겨울은 따뜻했네                                                         | Kim Hwa-shik    | Il-hwan                             | Adaptation cinématographique du roman éponyme de Park Wansuh |
| 1984  | Whale Hunting                                  | 고래사냥                                                                     | Bae Chang-ho    | Min-woo                             | Adaptation cinématographique du roman éponyme de Choi In-ho |
| 1984  | Between the Knees                              | 무릎과 무릎 사이                                                             | Lee Jang-ho     | Cho-bin                             | |
| 1985  | Whale Hunting 2                                | 고래사냥2                                                                    | Bae Chang-ho    |                                     | Adaptation cinématographique du roman éponyme de Choi In-ho |
| 1985  | Eoudong                                        | 어우동                                                                       | Lee Jang-ho     | Galmae                              | Adaptation cinématographique de la biographie de Eoudong |
| 1985  | The Deep, Deep Place                           | 깊고 깊은 그곳에                                                             | Seol Bong       |                                     | |
| 1985  | Deep Blue Night                                | 깊고 푸른 밤                                                                 | Bae Chang-ho    | Baek Ho-bin                         | Adaptation cinématographique du roman éponyme de Choi In-ho |
| 1986  | Eunuque                                        | 내시                                                                         | Lee Doo-yong    | Kalme                               | |
| 1986  | Hwang Jin-yi                                   | 황진이                                                                       | Bae Chang-ho    | Le cordonnier                       | |
| 1986  | Lee Jang-ho's Baseball Team                    | 이장호의 외인구단                                                            | Lee Jang-ho     | Manager Sung Byung-ho               | Adaptation cinématographique du comic book Alien Baseball Team de Lee Hyun-se |
| 1986  | Moonlight                                      | 달빛 사냥꾼                                                                  | Shin Seung-soo  | Ho-jung                             | |
| 1986  | Winter Wanderer                                | 겨울 나그네                                                                  | Choi In-ho      | Hyeon-tae                           | |
| 1987  | Hello, God!                                    | 안녕하세요 하나님                                                            | Bae Chang-ho    | Kim Byung-tae                       | |
| 1987  | Story of Lee Seu-il                            | 성 리수일뎐                                                                  | Lee Seok-ki     |                                     | |
| 1987  | Our Sweet Days of Youth                        | 기쁜 우리 젊은 날                                                            | Bae Chang-ho    | Kim Young-min                       | |
| 1988  | Chilsu and Mansu                               | 칠수와 만수                                                                  | Park Kwang-su   | Park Mansu                          | Adaptation cinématographique de la nouvelle Liang Ge Youqijiang de Hwang Chun-ming |
| 1988  | The Age of Success                             | 성공시대 Taste of Heaven                                                     | Jang Sun-woo    | Kim Bang-chul                       | |
| 1988  | Gagman                                         | 개그맨                                                                       | Lee Myung-se    | Lee Jung-se                         | |
| 1988  | Lee Jang-ho's Baseball Team 2                  | 이장호의 외인구단 2                                                          | Jo Min-hee      | Son Byung-ho                        | Caméo Adaptation cinématographique du comic book Alien Baseball Team de Lee Hyun-se |
| 1990  | Nambugun: North Korean Partisan in South Korea | 남부군 Nambugun                                                              | Chung Ji-young  | Lee Tae                             | Adaptation cinématographique des expériences de Lee Tae, correspondant de guerre pendant la guerre de Corée.                                                                                          |
| 1990  | The Dream                                      | 꿈                                                                           | Bae Chang-ho    | Cho-sing                            | |
| 1991  | Stairways of Heaven                            | 천국의 계단                                                                  | Bae Chang-ho    | Kim Yun-gyun                        | |
| 1991  | Teenage Love Song                              | 열 아홉의 절망 끝에 부르는 하나의 사랑 노래                                  | Kang Woo-suk    | Je-chul                             | |
| 1991  | Berlin Report                                  | 베를린 리포트                                                                | Park Kwang-su   | Sung-min                            | |
| 1991  | Nuga yongui baltobeul boatneunga               | 누가 용의 발톱을 보았는가                                                    | Kang Woo-suk    | Choi Jung-soo                       | |
| 1992  | White Badge                                    | 하얀 전쟁                                                                    | Chung Ji-young  | Han Ki-ju                           | Adaptation cinématographique de la nouvelle White Badge: A Novel of Korea de Ahn Jung-hyo |
| 1992  | Geudae anui blue                               | 그대 안의 블루                                                               | Lee Hyun-seung  | Lee Ho-suk                          | |
| 1993  | Two Cops                                       | 투캅스                                                                       | Kang Woo-suk    | Cho gyunn-su                        | |
| 1993  | To the Starry Island                           | 그 섬에 가고 싶다                                                            | Park Kwang-su   | Kim Chul                            | |
| 1994  | The Taebaek Mountains                          | 태백산맥                                                                     | Im Kwon-taek    | Kim Bom-woo                         | |
| 1995  | The Hair Dresser                               | 헤어드레서                                                                   | Choi Jin-su     | Henri Park                          | |
| 1995  | Declaration as genius                          | 천재선언                                                                     | Lee Jang-ho     | Ahn Sang-ki                         | |
| 1995  | The Eternal Empire                             | 영원한 제국                                                                  | Park Chong-won  |                                     | Adaptation cinématographique du roman éponyme de Lee In-hwa |
| 1995  | Mommy, the Star, and the Sea Anemone           | 말미잘 Malmijal                                                              | Yoo Hyun-mok    | Capitaine Choi                      | |
| 1995  | Bitter & Sweet                                 | 남자는 괴로워                                                                | Lee Myung-se    | Mr. Ahn                             | |
| 1996  | Festival                                       | 축제                                                                         | Im Kwon-taek    | Lee Jeung-sup                       | |
| 1996  | The Adventures of Mrs Park                     | 박봉곤 가출사건                                                              | Kim Tae-gyun    | Mr. X, detective                    | |
| 1996  | L'Homme qui dort                               | 眠る男 Nemuru otoko                                                          | Kōhei Oguri     | Takuji                              | |
| 1998  | Taekwondo                                      | 이방인                                                                       | Moon Seung-wook | Mr. Kim                             | |
| 1998  | Bedroom & Courtroom                            | 생과부 위자료 청구소송                                                       | Kang Woo-suk    | Myun Sung-ki                        | |
| 1998  | Spring in My Hometown                          | 아름다운 시절                                                                | Lee Kwang-mo    | Père de Sung-min                    | |
| 1998  | The Soul Guardian                              | 퇴마록                                                                       | Park Kwang-chun | Park Yun-gyu                        | Adaptation cinématographique du roman éponyme de Lee Woo-hyouk |
| 1998  | Art Museum by the Zoo                          | 미술관 옆 동물원                                                             | Lee Jeong-hyang | Seo In-gwon/Choi In-gwon            | |
| 1999  | Sur la trace du serpent                        | 인정사정 볼 것 없다 Nowhere to Hide                                          | Lee Myung-se    | Chang Sung-min                      | |
| 1999  | Truth Game                                     | 진실게임                                                                     | Kim Ji-yeong    | Cho Jae-hyung                       | |
| 2000  | Black Hole                                     | 구멍                                                                         | Kim Kuk-hyeong  | "I"                                 | Adaptation cinématographique du roman Scarecrow de Choi In-ho |
| 2000  | Kilimanjaro                                    | 킬리만자로                                                                   | Oh Seung-Ook    | Bong-ge                             | |
| 2001  | Musa, la princesse du désert                   | 무사                                                                         | Kim Sung-su     | Dae-Jung                            | |
| 2001  | The Last Witness                               | 흑수선                                                                       | Bae Chang-ho    | Hwan-seok                           | Adaptation cinématographique du roman éponyme de Kim Seong-jong |
| 2001  | Ivre de femmes et de peinture                  | 취화선 Chi-hwa-seon Painted Fire , Strokes of Fire Drunk on Women and Poetry | Im Kwon-taek    | Kim Byung-moon                      | Adaptation cinématographique de la biographie de Jang Seung-eop |
| 2001  | Mari Iyagi                                     | 마리이야기 My Beautiful Girl, Mari                                           | Lee Sung-gang   | Kyung-min (voix)                    | Film d'animation |
| 2002  | The Romantic President                         | 피아노 치는 대통령                                                           | Jeon Man-bae    | Président Han Min-wook              | |
| 2003  | Silmido                                        | 실미도                                                                       | Kang Woo-suk    | Kim Je-hyun                         | Adaptation cinématographique de la vraie histoire de l'unité 684 |
| 2004  | The Bad Utterances                             | 양아치어조                                                                   | Jo Beom-goo     | Narrateur                           | |
| 2004  | Arahan                                         | 아라한 장풍 대작전                                                           | Ryu Seung-wan   | Cha-woon                            | |
| 2005  | Duelist                                        | 형사                                                                         | Lee Myung-se    | Détective Ahn                       | Adaptation cinématographique du manhwa Damo Namsoon de Bang Hak-gi |
| 2006  | Hanbando                                       | 한반도                                                                       | Kang Woo-suk    | Président                           | |
| 2006  | A Battle of Wits                               | 墨攻 Battle of the Warriors                                                  | Jacob Cheung    | Xiang Yan-zhong                     | Adaptation cinématographique du roman Bokkō or Bokukō de Ken'ichi Sakemi et du manga Stratège de Hideki Mori Production conjointe entre la Chine continentale, Hong Kong, le Japon et la Corée du Sud |
| 2006  | Radio Star                                     | 라디오 스타                                                                  | Lee Joon-ik     | Park Min-soo                        | |
| 2007  | May 18                                         | 화려한 휴가                                                                  | Kim Ji-hoon     | Park Hoon-soo                       | Adaptation cinématographique du soulèvement de Gwangju |
| 2008  | My New Partner                                 | 마이 뉴 파트너                                                               | Kim Jong-hyeon  | Kang Min-ho                         | |
| 2008  | The Divine Weapon                              | 신기전                                                                       | Kim Yoo-jin     | Sejong le Grand                     | |
| 2010  | The Fair Love                                  | 페어 러브                                                                    | Shin Yeon-shick | Hyung-man                           | |
| 2011  | Fool                                           | 바보야                                                                       | Kang Seong-ok   | Narrateur                           | Film documentaire |
| 2011  | Secteur 7                                      | 7광구 Sector 7                                                               | Kim Ji-hoon     | Capitaine Lee Jeong-man             | |
| 2012  | Pacemaker                                      | 페이스메이커                                                                 | Kim Dal-jung    | Yoo Ji-won                          | |
| 2012  | Bureojin hwasal                                | 부러진 화살 Broken Arrow                                                     | Chung Ji-young  | Kim Kyung-ho                        | Adaptation cinématographique d'un fait réel de la vraie vie de Kim Myung-ho |
| 2012  | Superstar                                      | 슈퍼스타                                                                     | Lim Jin-soon    | Lui-même                            | Caméo |
| 2012  | Ari Ari the Korean Cinema                      | 영화판                                                                       | Heo Chul        | Lui-même                            | |
| 2012  | The Tower                                      | 타워                                                                         | Kim Ji-hoon     | Chef des pompiers                   | Adaptation cinématographique du film La tour infernale de John Guillermin |
| 2013  | Jury                                           | 주리                                                                         | Kim Dong-ho     | Sung-ki                             | |
| 2013  | Rough Play                                     | 배우는 배우다                                                                | Shin Yeon-shick | Lui-même                            | Caméo au festival international du film de Jeonju VIP |
| 2013  | Top Star                                       | 톱스타                                                                       | Park Joong-hoon | Kim Kyung-min                       | |
| 2014  | Tabloid Truth                                  | 찌라시: 위험한 소문                                                          | Kim Kwang-sik   | Nam Jung-in                         | |
| 2014  | The Divine Move                                | 신의 한 수                                                                   | Jo Bum-gu       | Joo-nim, le seigneur                | |
| 2014  | Revivre                                        | 화장                                                                         | Im Kwon-taek    | Oh Sang-moo                         | Adaptation cinématographique de la nouvelle Cremation de Kim Hoon |
| 2015  | The Last Knights                               | The Last Knights                                                             | Kazuaki Kiriya  | Auguste                             | |
| 2019  | The Divine Fury                                | 사자                                                                         | Jason Kim       | Père Ahn                            | |
| 2022  | Hansan : La Bataille du dragon                 | 한산: 용의 출현                                                              | Kim Han-min     | Eo Yeong-dam                        | |

## Hommages
- Le 8 novembre 1992, il est le premier acteur sud-coréen à être rendu hommage par le festival international du film d'Amiens[7].
- En novembre et décembre 2013, le Centre culturel coréen projette trois films Gagman, Kilimanjaro et The Eternal Empire pour lui rendre hommage pour sa filmographie affichant plus de 78 films représentatifs de l’histoire et de l’évolution du cinéma coréen au cours de ces dernières décennies[8].

## Distinctions et décorations

### Décorations officielles
- Médaille de l'Ordre Bogwan du Mérite Culturel (Corée du Sud) le 13 octobre 2015 à Jeonju[9].
- Médaille de l'Ordre Eun-gwan du Mérite Culturel (Corée du Sud) remis lors des prix de la culture populaire et de l'art 2013 le 19 novembre 2013 à Jamsil-dong[10].